# (27094) Salgari
(27094) Salgari est un astéroïde de la ceinture principale.

## Description
(27094) Salgari est un astéroïde de la ceinture principale. Il fut découvert le 25 octobre 1998 à Cima Ekar par Ulisse Munari et Flavio Castellani. Il présente une orbite caractérisée par un demi-grand axe de 2,37 UA, une excentricité de 0,14 et une inclinaison de 5,5° par rapport à l'écliptique.

## Compléments